# Chandragiri
Chandragiri là một trong 66 mandal thuộc huyện Chittoor, bang Andhra Pradesh. The mandal is bounded by Chinnagottigallu, Pulicherla, Ramachandrapuram, Pakala, Penumuru, Vedurukuppam, Tirupati (urban) and Tirupati (rural) mandals.